# 南特—布雷斯特运河
南特—布雷斯特运河（法語：Canal de Nantes à Brest，法語發音：[kanal də nɑ̃t a bʁɛst]）是法国的一条运河，穿过布列塔尼内陆连接南特和布雷斯特两个海港城市。运河建于19世纪初，建成后的总长度为385公里，有238个船闸。